# Chas Smash

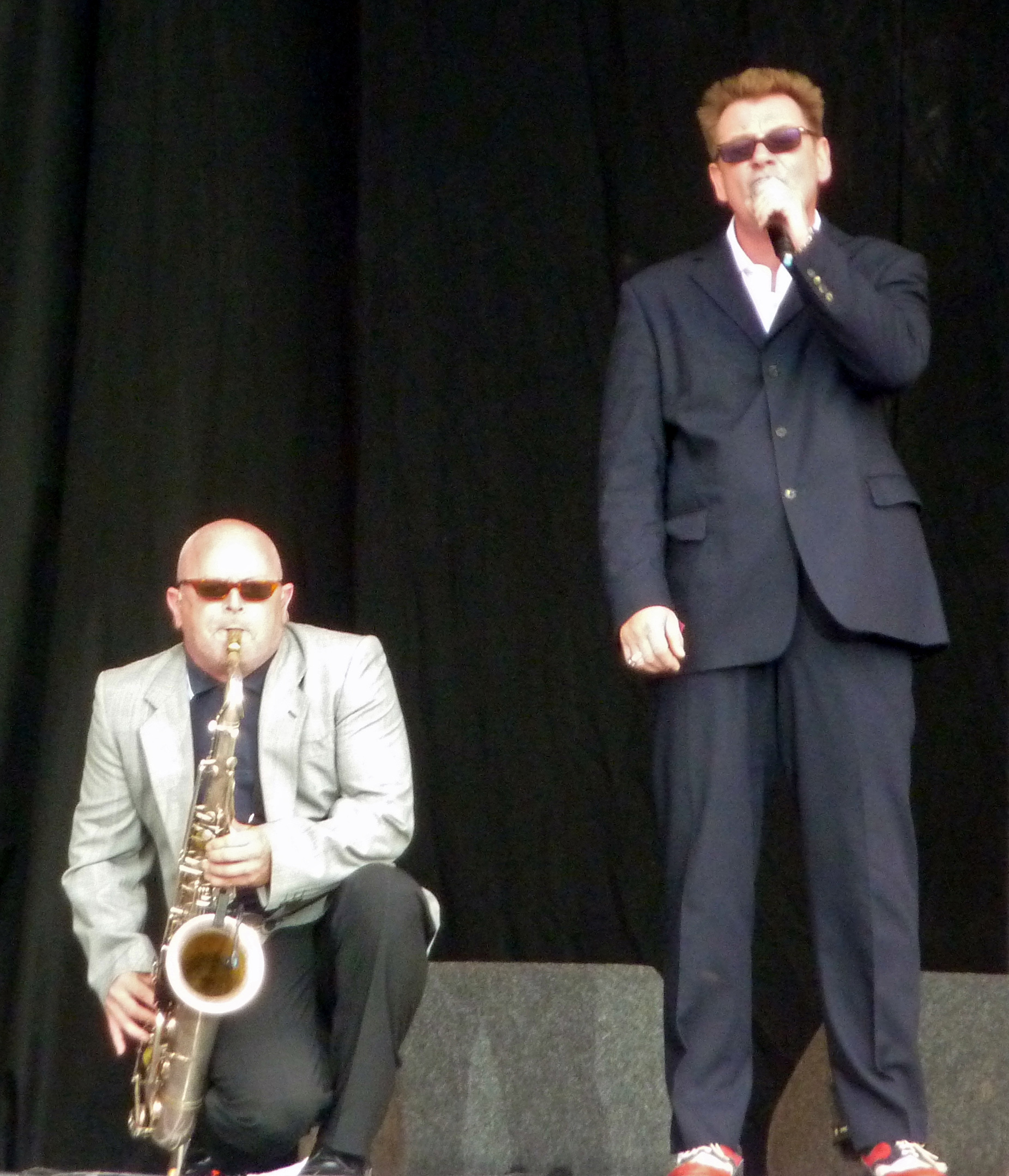
Chas Smash y Lee Thompson en concierto en 2009

Carl Smyth, más conocido como Chas Smash (nacido en 1959 en Kent, Inglaterra) es un músico británico mundialmente conocido por haber pertenecido a Madness en la que hacía de segunda voz y bailarín. Además también toca varios instrumentos.
Inicialmente no participaba mucho en la creación de las letras de Madness, aunque con el paso del tiempo se fue implicándose más en esta faceta llegando a aparecer en los créditos como coescritor de uno de los mayores éxitos internacionales de la banda: "Our House".
En 1976 "The North London Invaders" fichan a Smyth para tocar el bajo hasta que es reemplazado por otro músico en 1977. A finales de 1979 se convierte en uno de los siete miembros fundadores de Madness, banda con la que toca hasta que esta se disuelve en 1986. Poco después, junto a otros miembros del grupo como Suggs, Lee Jay Thompson o Chris Foreman forman un nuevo conjunto musical al que llaman "The Madness" que se rompe al poco tiempo de nacer.
A finales de los 80 traba una buena amistad con el exvocalista de The Smiths, Morrissey con el que incluso llega a colaborar en algunas de sus canciones como en el caso de "That´s Entertainment".
A principios de los 90, Smyth entra a formar parte como ejecutivo de la discográfica Go Discs y es el responsable de que Madness se volviera reunir en 1992 con motivo del festival Madstock!.
En el 2002 el músico crea su propia discográfica: RGR Music en Londres y lanza un sencillo de debut denominado "We´re coming over" bajo el nombre de Mr Smash & Friends. Dicho sencillo llegó a alcanzar el número 60 en las listas de ventas británicas. Bajo dicho sello discográfico se lanzan tres discos del rapero Just Jack así como de otros artistas hasta que en 2004 Smyth cierra el mismo para centrarse más en su carrera como músico de Madness, en octubre de 2014 en una entrevista que da para mojo que abandonaba Madness para iniciar una carrera solista, A Comfortable Man, su álbum solista fue lanzado después en mayo de 2015